# Туристичний похід

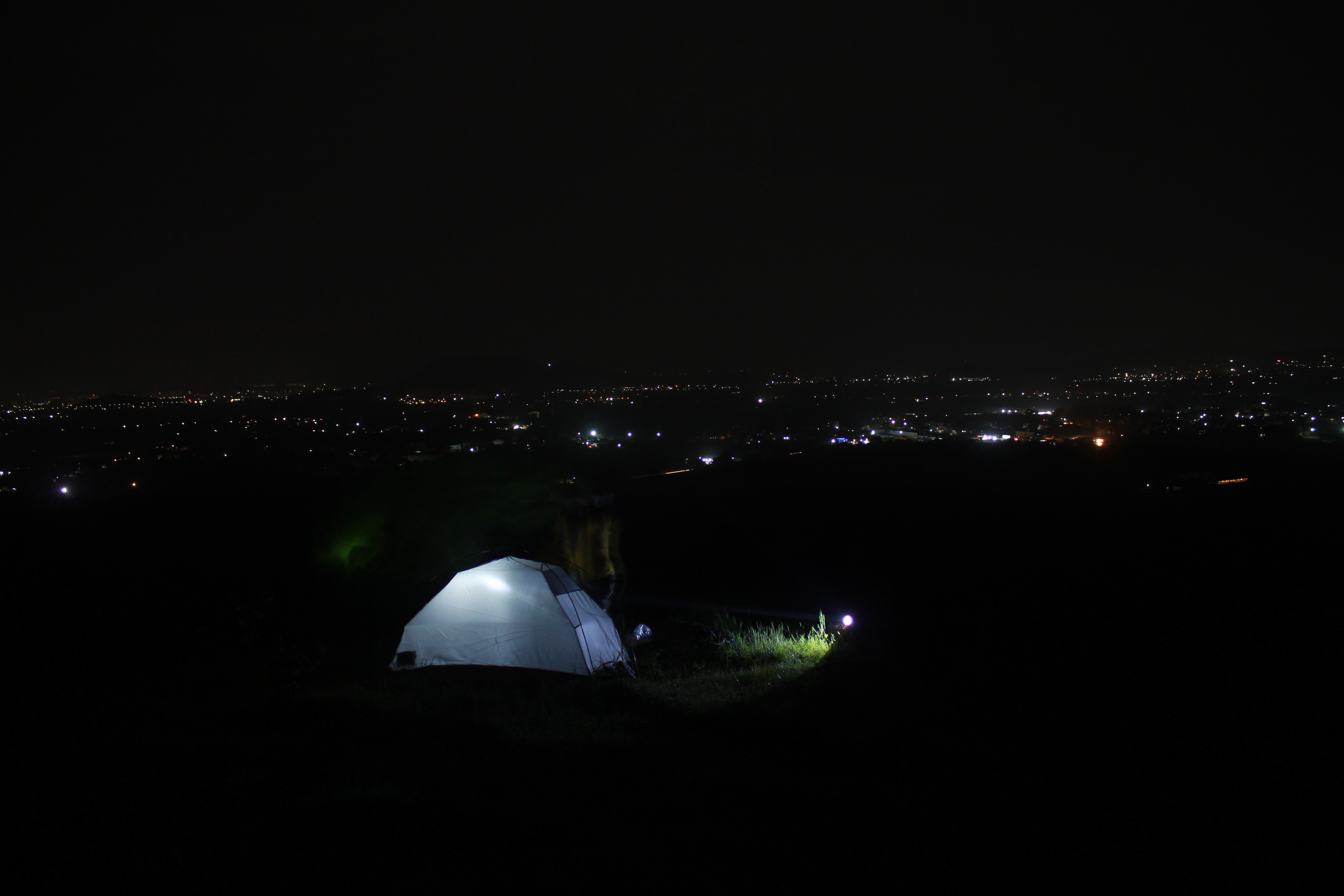
Кемпінг в наметі під нічним небом з собакою

Туристичний похід —  соло туриста, з використанням активних форм пересування за визначеним маршрутом, під час проходження якого можливе подолання природних перешкод: перевалів, порогів, печер тощо різних категорій та ступенів складності.
Група туристів самостійно згуртовується, назначає керівника, обирає район мандрівки, розробляє маршрут та визначає час проведення походу, складає харчовий раціон на час походу, готує спорядження тощо. Такі походи здійснюються тільки у вільний від роботи та навчання час — під час відпустки чи канікул і переважно коштом самих туристів.
Можна розглядати і як вид активного відпочинку, і як спорт.
Походи можуть бути організовані з таких видів активного туризму: пішохідного, гірського, лижного, водного, велосипедного, спелео, вітрильного, автомобільного, мотоциклетного.
Основне завдання туристської мандрівки — сприяння активному відпочинку, зміцнення здоров'я, підвищення спортивної майстерності, набуття, прикладних і спеціальних навичок, виконання доручень науково-дослідних і музейних організацій, пошук реліквій слави нашого народу, огляд визначних туристсько-екскурсійних об'єктів.

## Походи поділяють

### За складністю маршруту

#### категорійні
- До категорійних маршрутів слід віднести такі, подолання яких вимагає певного туристського досвіду, відповідної технічної підготовки, міцного здоров'я. Крім того, необхідно мати спеціальне спорядження. Більшість таких маршрутів має спортивний характер. Вони організовуються і проводяться самодіяльними туристськими секціями, клубами та іншими організаціями з метою виконання спортивних нормативів.

#### некатегорійні
- Некатегорійними вважаються маршрути, що передбачають активні способи пересування і розраховані на фізично здорових туристів без спеціальної туристської підготовки і з мінімумом спеціального спорядження. До некатегорійних походів належать походи, що мають складність, протяжність або тривалість, меншу від встановленої для маршрутів І категорії складності, — 1-3-денні походи та походи 1, 2, 3 ступеня складності. До таких маршрутів належить більшість пішохідних, гірських, лижних, водних і велосипедних походів, що організовуються турбазами, а також походи вихідного дня.

### За формою проведення

#### походи вихідного дня
- один із наймасовіших видів активного відпочинку населення, метою якого є спілкування з природою, знайомство з життям та побутом свого регіону, краю та країни. Походи вихідного дня проводяться також із тренувальною метою під час підготовки до складних туристичних подорожей та змагань.

#### багатоденні походи
- проводяться для знайомства з новими географічними районами та гірськими країнами, для підвищення спортивної майстерності.

#### навчально-тренувальні збори
- проводяться для практичного закріплення теоретичного матеріалу в умовах базового табору та під час залікового походу. Навчально-тренувальні збори називають школою (школа підготовки інструкторів пішохідного (гірського, водного тощо) туризму, або семінаром (семінар керівників складних спортивних походів).

#### експедиції
- подорожі наукового та дослідницького характеру, які здійснюються з метою дослідження території, спортивного маршруту або природних об'єктів. Залежно від завдання, експедиції можуть бути науковими, краєзнавчими, спортивними тощо.

## Організація походу

### Мета походу
Кожен похід, будь то одноденний (похід вихідного дня) або багатоденна подорож, повинен мати мету.
Цілі походу, зводяться до наступного:
- У всякому поході повинна бути намічена мета, яку треба словесно сформулювати і довести до відома всіх учасників походу.
- Для походу не можна намічати багато різних цілей. Найкращий варіант — це одна мета. Якщо цілей намічено більше однієї, серед них повинна бути абсолютно чітко визначена головна.
- Організація походу залежить від цілей походу, при цьому в першу чергу враховується головна мета.
- У походах новачків, як правило, не повинно бути спеціальних завдань. Мета такого походу полягає в успішному проходженні маршруту і оволодінні елементарними туристськими навичками.

### Комплектування групи
Комплектування групи дуже тісно пов'язане з цілями походу і може здійснюватися двома способами.
- Перший з них — коли спочатку намічають мету походу, а потім підбирають підходящих учасників.
- При другому способі організації походу потрібно спочатку виявити бажаючих брати участь в поході і лише після цього намічати посильні для них цілі.

Кілька слів про склад групи. Перш за все, не слід формувати занадто численні групи.
Існує й інша думка: чим більше народу в поході, тим він безпечніший. Однак досвід великих мандрівників спростовує це. Р.Пірі досяг Північного полюса в складі групи з 6 осіб. Група Р. Амундсена, що відкрила Південний полюс, складалася всього з 5 чоловік; група Р. Скотта, який побував там трохи пізніше Амундсена, була такою ж. Тур Хейєрдал, маючи намір перетнути на плоту Тихий океан, зібрав команду з 6 чоловік. Всі ці люди чудово розуміли, що зі збільшенням чисельності групи зростає її неоднорідність, а, отже, можливість усіляких пригод. До цього ж висновку прийшла практика далеких і складних походів у нас в країні.
Необхідний мінімум учасників для походів I—III категорій складності встановлений в 4 людини, для походів IV—V категорії-в 6 чоловік.

### Організація групи
Організація походу зазвичай починається зі зборів всіх бажаючих в ньому брати участь. На зборах керівник походу повідомляє про мету походу, маршрут (якщо він вже розроблений) і тривалість походу, про суму грошей, яку треба буде внести кожному учаснику, про те, що треба взяти з собою, розподіляє доручення, домовляється про наступну зустріч.
Коли в похід йдуть новачки, на зборах слід вважати приблизний список особистого спорядження і пояснити, що чим можна замінити, якщо не знайдеться вдома.
Важливим в організації групи є розподіл постійних обов'язків.
- Перш за все, треба виділити керівника походу і заступника. Зазвичай старшим стає найбільш досвідчений або авторитетний серед групи.в залежності від його кваліфікації та здібностей.
- Далі з числа групи виділяється завгосп і відповідальний за спорядження. Перший разом з керівником складає раціон для походу і керує закупівлями, в поході видає черговим продукти і веде їх облік. Другий керує збором спорядження, в тому числі отриманням його напрокат, стежить за тим, щоб воно було до походу приведено в порядок, стежить за збереженням його в поході. За закінчення походу він за списком збирає спорядження і контролює, щоб всі речі повернулися до своїх власників, а прокатне спорядження було своєчасно здано.
- Важливою посадою в групі є скарбник. Він відає фінансовими справами походу — складає разом з керівником кошторис, допомагає в зборі грошей з учасників походу, веде облік зроблених витрат тощо.
- Згідно туристським довідникам і керівництв в групі виділяється ще санітар, який зберігає аптечку і надає першу допомогу. Однак на практиці першу допомогу, коли це буває необхідно, майже завжди надає керівник, і, таким чином, функції санітара зводяться до перенесення похідної аптечки.
- Крім того, в поході згідно з посібниками належить виділяти ще й секретаря або кореспондента, одним словом, відповідального за ведення щоденника. Однак установа в групі такої посади для більшості походів навряд чи доцільна.

### Вибір і розробка маршруту
Після того як визначено мету походу і визначився склад групи, настає черговий етап підготовки — вибір і розробка маршруту.
Найпростіше йде справа з нетривалими походами по рідному краю. Для початку можна скористатися спеціальними путівниками, в яких рекомендуються вже розроблені маршрути. У путівниках міститься вся необхідна інформація про маршрути (в тому числі їх схеми), і можна легко підібрати собі той, який відповідає визначеним цілям і складу групи.
У міру того як керівник і учасники накопичуватимуть досвід, у них почнуть з'являтися власні ідеї, спочатку у вигляді варіантів рекомендованих маршрутів, потім вони поступово переходять до самостійного складання маршрутів.
Знайомство з районом подорожі починається з вивчення літератури, в першу чергу спеціальної туристської, яка є в друкованому вигляді і в мережі Інтернет.
У ході збору відомостей про місцевість, якої планується подорож, починають поступово вимальовуватися декілька можливих маршрутів. До моменту загального обговорення зазвичай вони вже бувають приблизно намічені.
Після того як район подорожі остаточно обраний, починається детальна розробка маршруту по карті:
- маршрут розбивається по днях;
- вимірюються відстані денних переходів;
- визначаються орієнтовні місця ночівель, днювань, якщо треба;
- проведення дослідницьких робіт та екскурсій;
- місця, де буде поповнюватися запас продуктів;
- розробляються запасні варіанти на випадок необхідності скоротити маршрут або, навпаки, збільшити його, якщо залишаться зайві дні.

Після того як все це зроблено, на окремому аркуші складається графік руху приблизно за такою схемою:
| День подорожі | Дата | Маршрут | Кілометраж | Примітка |
| ------------- | ---- | ------- | ---------- | -------- |
|               |      |         |            |          |
|               |      |         |            |          |

Корисно також викреслити схему маршруту, показавши на ній шлях групи, денні переходи, місця ночівель і днювань. При цьому не слід думати, що ця схема може замінити собою карту. Схема є просто наочною ілюстрацією до графіка руху, не більше того. Йти в поході треба по карті.

### Складання кошторису
Складаючи кошторис, треба ретельно продумати всі статті витрат. Дуже часто недосвідчений керівник враховує тільки витрати на транспорт, на закупівлю продуктів. Дійсно, це найбільші витрати. Але необхідно передбачити ще прокат або покупку різних предметів спорядження (каструлі, мішечки для продуктів тощо), Оплату нічлігів і харчування в їдальнях (якщо передбачається заходити в міста або селища), оплату екскурсій до музеїв, покупку різних дрібниць (сувенірів, конвертів з марками тощо). Нарешті, деяку суму грошей керівнику слід мати як резерв на непередбачений випадок.

## Харчування у поході
Забезпечення нормального харчування — одне з важливих умов успішного проведення походу. При цьому треба мати на увазі, що розрахунки, покупка, упаковка продуктів — все повинно бути зроблено до виходу на маршрут. У поході займатися цим буде вже пізно.

### Складання раціону
Продовольчий раціон визначається, перш за все, тривалістю та складністю походу. Найпростіший випадок — це одноденний похід без ночівлі.
Що ж стосується продуктів, то їх список може бути досить широкий. Єдина вимога — не брати продуктів, що швидко псуються. Обов'язковими слід, мабуть, вважати чай (кава), цукор, сіль, хліб.

### Закупівля продуктів
Після того як раціон складений, приступають до закупівлі продуктів.

### Упаковка і зберігання продуктів
Слід мати на увазі, що магазинна упаковка продуктів зовсім не годиться для походів. Вона розрахована тільки на те, щоб покупець міг їх донести від магазину до будинку. Основний тарою, в яку вкладаються продукти для походу, є матерчаті мішечки. Чим триваліше похід, тим більше потрібно продуктів, а значить, і мішечків. Продукти, які особливо бояться вологи, наприклад цукор, сіль, сухе молоко, крім цього, слід укласти в вологозахисні мішечки. Для цієї мети цілком підходять поліетиленові пакети, що продаються в магазинах. У коротких походах — на два-три дні — вони можуть цілком замінити і матерчаті мішечки. На більш тривалий термін покупні поліетиленові мішечки не годяться — вони починають протиратися і рватися. В таких походах поліетиленові мішечки поміщають в матерчаті.

### Приготування їжі
Передбачається, що, маючи продукти, будь-яка людина зможе приготувати їжу. А тим часом важливо не тільки приготувати з продуктів щось їстівне.

## Спорядження
Спорядження прийнято ділити на

### Особисте спорядження
- це носильні речі, спальні та умивальні приналежності і деякі інші предмети індивідуального користування (куртка, миска, ложка, рюкзак, тощо).

### Групове спорядження
- сюди відносяться намети, сокири, посуд для варіння їжі, маршрутні матеріали (карти, кроки, компаси) та інші предмети колективного користування.

### Спеціальне спорядження
- сюди відносяться предмети як групового, так і особистого користування, необхідність яких викликається специфікою того чи іншого маршруту: рятувальні жилети, мотузки, репшнури, льодоруби, накомарники і таке інше. Необхідність в спеціальному спорядженні зазвичай з'являється тоді, коли туристи відправляються в походи високих категорій складності.